# Да здравствуют зрелые женщины (фильм, 1978)
«Да здра́вствуют зре́лые же́нщины» (англ. In Praise of Older Women), Канада, 1978 — одиннадцатый фильм канадского режиссёра Джорджа Качендера. Сценарий был написан Полом Готлибом и Барри Векслером, по мотивам одноименного романа Стивена Викинзи. Действие происходит в Венгрии во время и после Второй Мировой Войны, фильм был снят в Монреале, Канада. Премьера картины состоялась на кинофестивале в Торонто 14 сентября 1978 года.

## Сюжет
Андреш Вайда (Том Беренджер), подросток, живущий в послевоенной Венгрии, где сводит местных девушек с оккупационными солдатами во время Второй Мировой Войны. Разочарованный девушками своего возраста, он встречает Майю (Карен Блэк), замужнюю женщину, которая в свои 30 учит его тонкостям секса и романтики. Майя становится первой из многих зрелых женщин, которые повстречаются ему в юношеской, молодой и взрослой жизни.

## В ролях
- Том Беренджер — Андреш Вайда
- Карен Блэк — Майя
- Сьюзан Страсберг — Бобби
- Хелен Шейвер — Энн МакДональд
- Мэрлин Лайтстоун — Клари
- Александра Стюарт — Паула
- Марианна МакИсаак — Жюлика
- Альберта Ватсон — Митци
- Иэн Трейси — Андреш Вайда-младший
- Моника Лепаж — графиня
- Луиза Марло — женщина в лифте
- Генри Рамер — рассказчик (голос)

## Возрастные ограничения
Австралия:  / Канада: 18A / Финляндия: K-18 / Исландия: 16 / Нидерланды: 16 / Швеция: 15 / Великобритания: 18 / США: 
В разных странах, фильм известен также, как:
- En hommage aux femmes de trente ans or En hommage aux femmes d’un certain âge (Канада)
- Vuosikertanaiset (Финляндия)
- Érett nök dicsérete (Венгрия)
- Hans vilda år (Швеция)

## Награды
- 1978 — премия «Canadian Film Awards» в номинации «Лучшая работа художника-постановщика» (Вульф Крёгер)
- 1978 — премия «Canadian Film Awards» в номинации «Лучшая женская роль» (Хелен Шейвер)
- 1978 — премия «Canadian Film Awards» в номинации «Лучшая женская роль второго плана» (Мэрлин Лайтстоун)
- 1978 — премия «Canadian Film Awards» в номинации «Лучшая операторская работа» (Миклош Ленте)